# Iglesia de San Martín (Molacillos)
La Iglesia de San Martín es una iglesia católica situada en Molacillos, provincia de Zamora, España. Fue construida a mediados del siglo XVIII por iniciativa de Andrés Mayoral Alonso, natural de la localidad y posteriormente arzobispo de Valencia, quien financió su edificación. El diseño, característico del barroco valenciano, fue obra del arquitecto Cristóbal Herrero. En la actualidad, los daños que sufre el templo son especialmente preocupantes debido a su relevancia artística, al haber sido declarado Bien de Interés Cultural en 1983 y por ser el único ejemplo destacado de arquitectura barroca levantina en la comunidad autónoma de Castilla y León.

## Historia
La iglesia de San Martín de Tours está situada en el centro de Molacillos, una pequeña localidad en la comarca de Tierra del Pan, en la provincia de Zamora. Este templo se ubica aproximadamente en el centro del pueblo, a su alrededor hay elementos tanto rurales como de tipo urbano, los cuales caracterizan a los pequeños municipios de la comunidad castellanoleonesa. La iglesia de Molacillos, perteneciente al Obispado de Zamora, fue declarada Bien de Interés Cultural (BIC) con la categoría de monumento el 29 de diciembre de 1983.
La iglesia corresponde con la categoría de templo religioso y corresponde a una edificación de culto católico. Esta iglesia es un monumento parroquial centrado en la figura de San Martín de Tours, un santo especialmente venerado en la cristiandad. En el siglo XVIII, la antigua iglesia de Molacillos se encontraba en estado ruinoso. Ante esta situación, los habitantes del pueblo solicitaron a su vecino más destacado, Don Andrés Mayoral, arzobispo de Valencia y natural de Molacillos, que promoviera la construcción de una nueva iglesia. Mayoral accedió con gusto y financió por completo la obra, lo que permitió que los habitantes de Molacillos no tuvieran que asumir ningún coste. Para el proyecto, confió en el arquitecto valenciano Cristóbal Herrero, quien elaboró los planos, debido a su temprana muerte el encargo lo terminó Francisco Ferrada y posiblemente José Herrero, el hermano de Cristóbal. El interior de la iglesia fue rematado por Francisco Castellote, también valenciano. Además, Mayoral cubrió los gastos de adquisición de varias casas cercanas, las cuales fueron demolidas para destinar el terreno a la construcción de la nueva iglesia.
La primera piedra de la iglesia se colocó en 1748, y diez años después, en 1758, el templo fue bendecido. Su construcción se realizó con piedra local, probablemente extraída de la cantera de Arcillo, una de las mejores de la zona. En el interior se pueden encontrar esculturas e imágenes traídas desde Valencia. No hay información sobre posibles modificaciones desde su finalización, salvo por una intervención en el altar mayor, donde se tapió la zona del sagrario con mármol y se restauró el propio sagrario.
En 2022, la iglesia fue clausurada para el culto debido al riesgo de derrumbe, causado por numerosas goteras que han dañado gravemente la estructura del templo y deteriorado las pinturas en su interior. En el siguiente apartado, se abordará en mayor detalle el estado de conservación de este bien.

## Estilo y características
Esta iglesia es el único referente que hay de arquitectura barroca levantina en Castilla y León.
El barroco es conocido por su teatralidad que se utiliza para impresionar al espectador. Usa para ello lo rebuscado, el movimiento de las masas y los contrastes de luces y sombras. Se prefiere lo grandioso y la abundancia decorativa. Las bóvedas que tiene y la distribución interna es puramente levantina. Este estilo es exótico para los zamoranos.
La decoración levantina tiene influencia en la provincia, ya que la podemos ver en algunas torres y bóvedas. La torre tiene una veleta, trabajo que forjan dos figuras, una cruz latina y un angelote con larga trompeta, con materiales de Zamora, pero muchos de elementos fueron traídos desde Valencia a carro según la historia. Las imágenes fueron traídas de Valencia, hechas por artista de origen valenciano.
Su resultado fue esta magnífica iglesia, la cual, los artistas la estudian como un modelo arquitectónico al tipo de iglesia valenciana dieciochesca: la planta, tres naves con despejadas capillas, hornacinas, crucero de alto tambor con cúpula y trasagrario. Igualan el estilo arquitectónico y decorativo al barroco valenciano del segundo tercio del XVIII.
La iglesia de San Martín fue construida entre los años 1748 y 1758, en la fachada, bajo un arco de descarga, aparece una puerta con dintel, entre unas pilastras lisas, y encima de ella, un entablamento de triglifos y metopas. En el centro encontramos una hornacina avenerada con un frontón triangular, así como a un lado y al otro, las armas de su fundador. Su torre al igual que la fachada, podemos apreciar que son de sillería, y el resto de mampostería enfoscada con sillería en las partes vivas. Siguiendo con la torre, hay que decir que es una de las más esbeltas que se pueden encontrar en Zamora, presenta planta cuadrada y cuatro cuerpos; los tres que están más bajos, son lisos y el cuarto tiene cuatro vanos de medio punto, para las campanas. Esta torre está rematada por una balaustrada y un cupulino. Tiene 48 metros de altura aproximadamente.

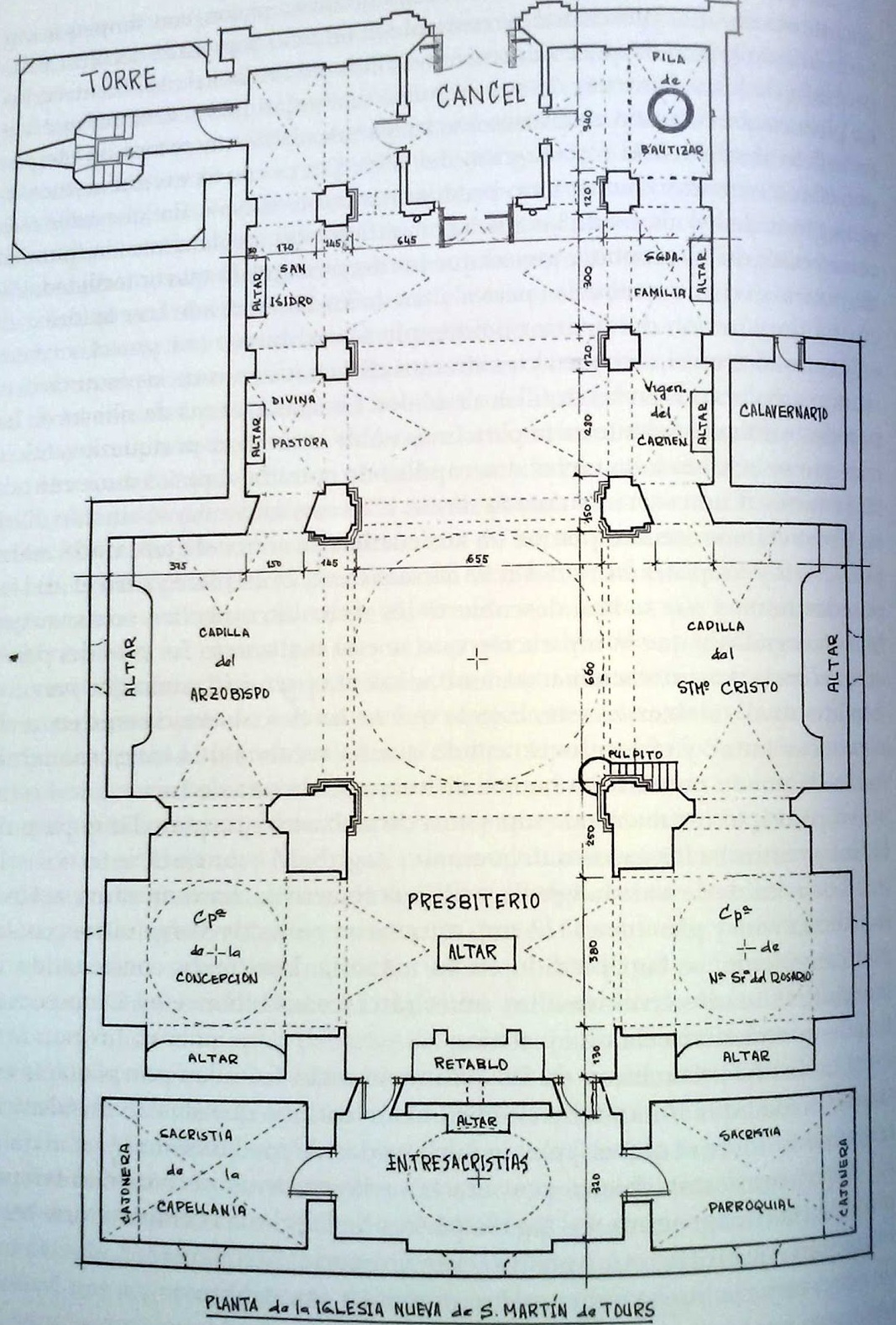
Dibujo de la planta de la iglesia

Presenta una planta de cruz latina, aunque capillas, sacristías y antesacristía dan una apariencia rectangular al exterior. Además de cúpulas que cubren las capillas que hay dentro, como la Capilla del Rosario, Capilla de la Inmaculada (capilla de capellanía), y la media naranja central, que esta es la cúpula que cubre el cruce de la nave central con el transepto; arriba estuvieron representados los Padres de la Iglesia y ahora se conserva San Gregorio. En el Altar Mayor, preside El Padre, justo arriba, luego la Inmaculada, y el titular de la iglesia San Martín de Tours en la posición típica de partir la capa a los pobres.
En las tres naves había altares para dar misa en su tiempo, pero la disminución de fieles a lo largo del tiempo, pasó factura. Al fondo de la nave central en los pies, está el coro, donde se echa de menos un órgano. En las naves laterales se encuentran otros altares dedicados a santos, como San Pedro Arbués o Santo Toribio de Mogrovejo.
Destaca su interior por la luminosidad que presenta, por sus enormes ventanales y su decoración rococó. Todo lo dorado que presenta, al igual que los ornamentos, hacen que el edificio se vea como un palacio. La nave central, el crucero y el presbiterio manifiestan un entablamento corrido sobre pilastras, que están rematadas por capiteles corintios y se cubren con bóvedas de medio cañón con lunetas. Así como las capillas laterales que están rematadas con bóvedas de arista. Las capillas absidiales nos muestran zócalos decorados, al igual que voltean cúpula sobre pechinas, lo mismo que el crucero.
Los retablos exponen temas agustinos, que fueron seleccionados por el fundador de la iglesia, que está representado en una escultura de rodillas en un retablo que está al lado de la Epístola. Si volteamos a ver el retablo al lado del Evangelio, de una de las capillas absidiales, exhibe una escultura de San Juan Bautista dorado y policromado del siglo XVII, de principios, que vino de otra iglesia. En la antesacristía, que cubre toda la cabecera de la iglesia, apreciamos dos sagrarios, uno que es contemporáneo al edificio, y otro que es dorado, de finales del siglo XVI. Y en la sacristía está conservado un crucifijo gótico, de escaso plegado en el paño de pureza, y no presenta un estudio anatómico.  

## Conservación
La iglesia de San Martín de Tours en Molacillos, Zamora, declarada BIC en 1983, enfrenta un grave deterioro estructural que obligó a su cierre en 2022 debido al riesgo de desprendimientos. Factores como la fauna (cigüeñas y palomas) y el clima han agravado el deterioro, mientras que el subsuelo húmedo, con la capa freática cercana a la superficie, genera filtraciones y humedad. Esta situación es potenciada por la cercanía del río Valderaduey y los riegos modernos, que saturan el terreno y hacen que el agua ascienda por capilaridad, debilitando las columnas y otras estructuras.

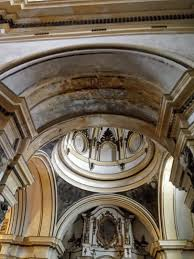
Interior deteriorado por la humedad

A pesar de algunos intentos locales por resolver el problema, como propuestas para colaborar con artistas restauradores de la Comunidad Valenciana, la falta de recursos y responsables claros ha impedido avances. La comunidad ha señalado a la Junta de Castilla y León por su falta de acción, y en 2024 el PSOE de Zamora solicitó medidas a la Consejería de Cultura para reabrir el templo. Sin embargo, la Junta trasladó la responsabilidad a la diócesis de Zamora, la cual no ha incluido la restauración de esta iglesia en sus prioridades recientes para 2023-2024.